# Koto Lebu
Koto Lebu is een bestuurslaag in het regentschap Sungai Penuh van de provincie Jambi, Indonesië. Koto Lebu telt 967 inwoners (volkstelling 2010).